# Jean de Brunhoff
Jean de Brunhoff (9 de dezembro de 1899 – 16 de outubro de 1937) foi um escritor e ilustrador francês conhecido pela cocriação de Babar, um elefante personagem de uma série de livros infantis, publicado pela primeira vez em 1931. A história foi originalmente contada pela sua esposa, Cecile de Brunhoff, a seus filhos Laurent e Mathieu.  Depois desta estreia, outros seis títulos foram publicados por ele
Após sua morte, a editora Hachette comprou os direitos de impressão e publicação da série Babar, e o filho de Jean, Laurent de Brunhoff, continuou a série a partir de 1946, ilustrando os livros como fazia seu pai. As primeiras sete histórias do pequeno elefante foram republicadas e milhões de cópias foram vendidas em todo o mundo, mas elas foram editadas; ao invés das 48 páginas originais, as reimpressões possuíam apenas 30 páginas.
Jean de Brunhoff está enterrado no famoso cemitério de Père Lachaise em Paris, França.